# Babi Kamień (skała)
Babi Kamień niem. (670 m n.p.m.) – gnejsowa skałka w południowo-zachodniej Polsce, w Sudetach Środkowych, w Górach Sowich.
Skałka położona jest w północno-zachodniej części Gór Sowich, około 2,9 km na północ od centrum miejscowości Walim.
Niewielka skałka gnejsowa o wysokości ponad 10 m wieńcząca szczyt Babiego Kamienia. Wyrasta w postaci grzędy na wysokości 670 m. Wokół rośnie las świerkowo-bukowy regla górnego z domieszką jarzębiny i innych gatunków. Skałka stanowi pomniki przyrody nieożywionej. W przeszłości skałka Babi Kamień stanowiła atrakcję dla letników z Walimia oraz turystów wędrujących z Zagórza Śl. na Wielką Sowę. Do lat 50. XX wieku obok skałki prowadził czerwony szlak turystyczny. Obecnie skałka znajduje się poza szlakiem turystycznym, jest zapomniana i bardzo rzadko odwiedzana przez turystów. Do skałki można dojść od strony wschodniej, z przysiółka Toszowice.